# Eulasiona luteipennis
Eulasiona luteipennis là một loài ruồi trong họ Tachinidae.